# Nephelemorpha semaphora
Nephelemorpha semaphora là một loài bướm đêm trong họ Noctuidae.